# Авдусина, Гайда Андреевна
Га́йда Андре́евна Авдусина (8 мая 1921 — 16 июля 1984) — советский археолог.

## Биография
Гайда Андреевна Вицуп училась на кафедре археологии Исторического факультета МГУ, которую окончила в 1944 году (научный руководитель — А. В. Арциховский).
В годы войны была эвакуирована вместе с Московским университетом в Свердловск.
После окончания университета работала лаборантом на кафедре археологии. Сотрудник НАЭ с 1947 года. С 1953 года — научный сотрудник Института Археологии АН СССР. Принимала участие в раскопках в Новгороде на Ярославовом дворище (1948); руководила раскопами: Неревский А, V, XXIII (1951—1953, 1957—1958), Ильинский (1961, 1964, 1966—1967), Готский (1968, 1970), Тихвинский (1969), Рогатицкий (1971). Сотрудница Авдусиной, Нина Акулова, которая пришла на раскоп подработать во время отпуска по беременности, произвела находку первой берестяной грамоты (грамота № 1, Неревский раскоп, 1951). С именем Авдусиной также связана находка первой в Новгороде берестяной грамоты на латыни (грамота № 488, Готский раскоп, 1970).
Также принимала участие в раскопках подмосковных курганов под руководством своего научного руководителя (с 1940 года).
Соавтор отчетов НАЭ за 1960 год, 1962—1966 годы, 1969—1971 годы, 1973 год. Автор 6 публикаций, 5 из которых посвящены сообщениям о раскопках в Новгороде.
Муж — археолог Даниил Антонович Авдусин (1918—1994).

## Избранные труды
- Авдусина 1967 — Авдусина Г. А. Раскопки в Новгороде // АО. 1966. М., 1967.
- Авдусина, Засурцев 1969 — Авдусина Г. А., Засурцев П. И. Раскопки на древней Ильиной улице в Новгороде в 1962—1963 гг. // КСИА АН СССР. 1969. Вып. 104.
- Авдусина, Хорошев 1970 — Авдусина Г. А., Хорошев А. С. Новгородская экспедиция // АО. 1969. М., 1970[7].